# Veřovice

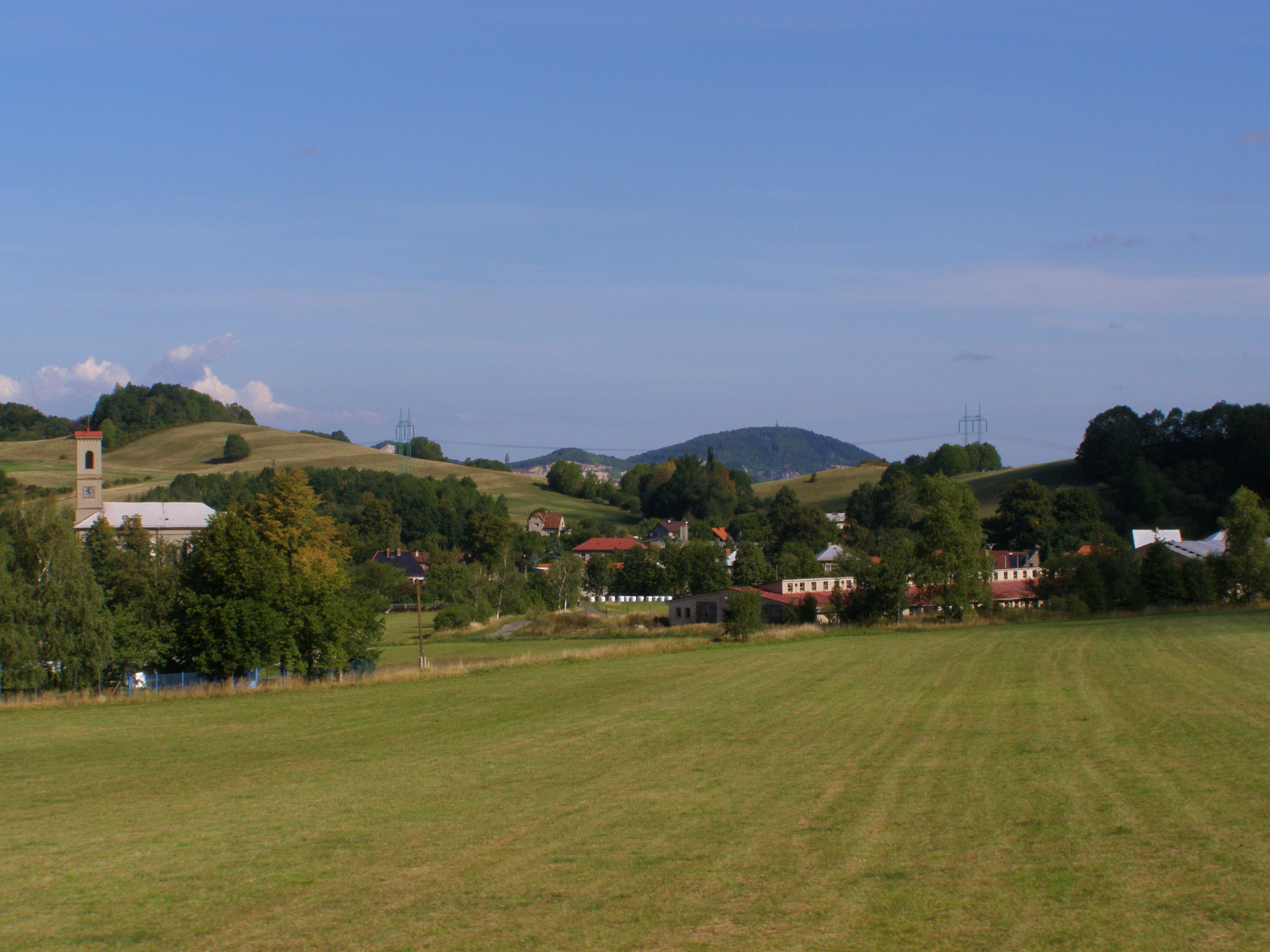
Ortsansicht

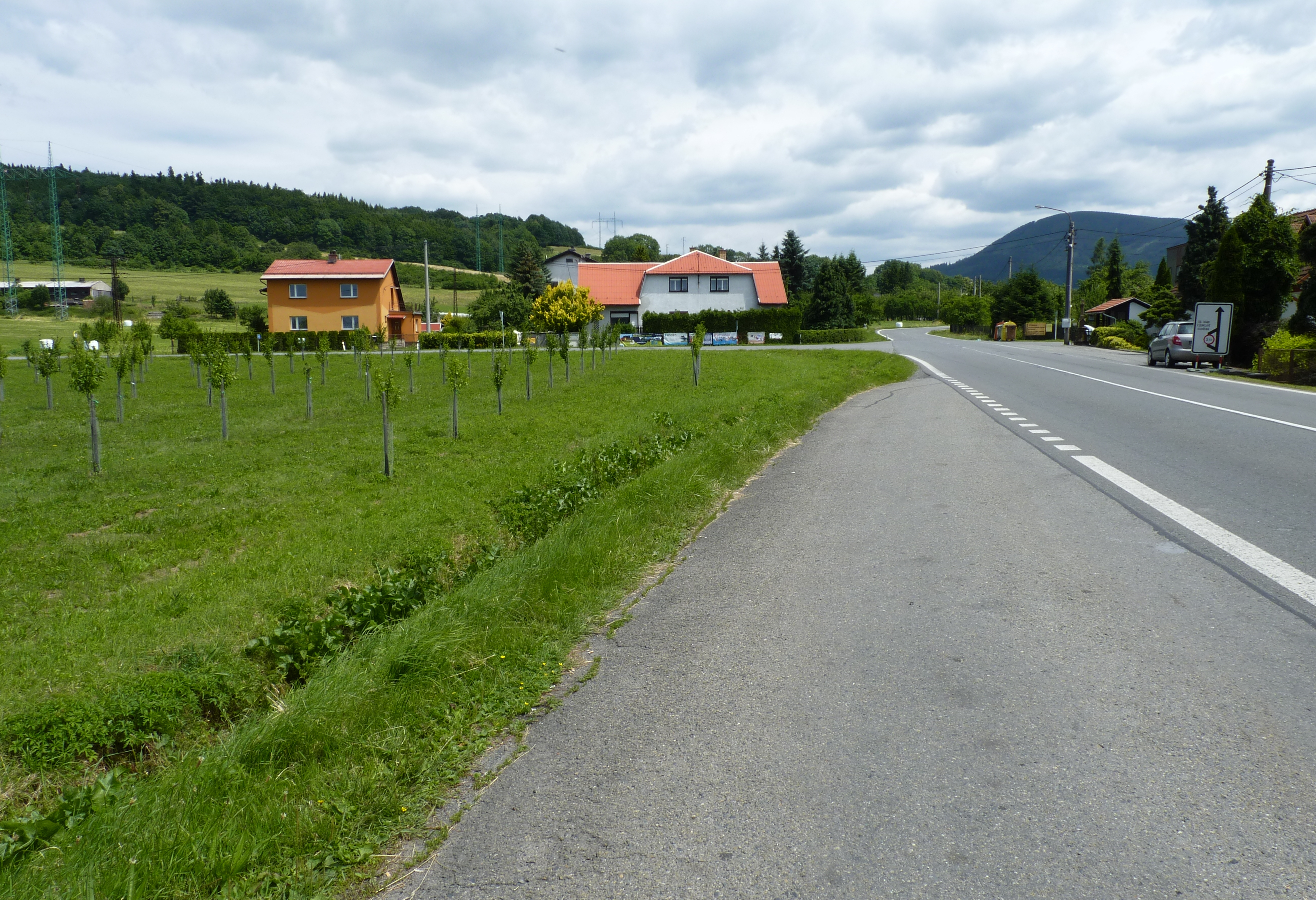
Hauptstraße

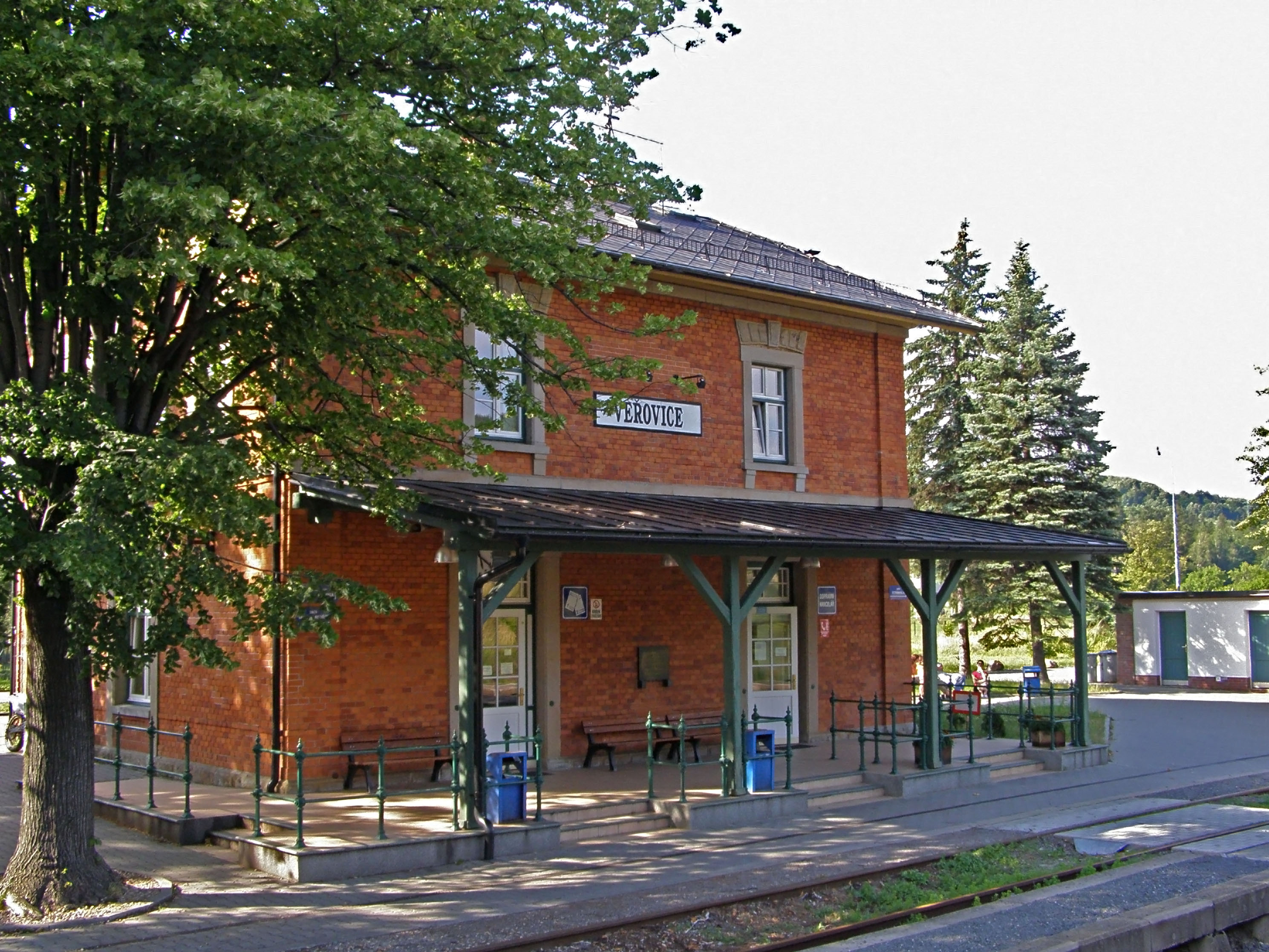
Bahnhof

Veřovice (deutsch Wernsdorf, auch Warnsdorf) ist eine Gemeinde in Tschechien. Sie liegt sieben Kilometer westlich von Frenštát pod Radhoštěm und gehört zum Okres Nový Jičín.

## Geographie
Veřovice befindet sich – umgeben von den Bergen der Radhošťská hornatina (Radhoscht-Bergland) und der Štramberská vrchovina (Stramberger Bergland) – in der Veřovická brázda (Wernsdorfer Furche). Das Dorf erstreckt sich entlang des Baches Jičínka (Titsch); nordöstlich entspringt die Sedlnice, östlich der Lichnovský potok. Nördlich erheben sich der Štramberčík (498 m n.m.) und der Kociánův kopec (478 m n.m.), im Nordosten der Na Peklech (602 m n.m.), östlich der Na Stašku (610 m n.m.), im Südosten der Velký Javorník (917 m n.m.), der Malý Javorník (838 m n.m.) und die Kyčera (875 m n.m.), südlich die Kamenářka (862 m n.m.), die Dlouhá (859 m n.m.) und die Krátká (767 m n.m.), im Südwesten der Huštýn (747 m n.m.), westlich der Grygarův kopec (406 m n.m.) und der Mořkovský vrch (Murker Berg, 427 m n.m.) sowie im Nordwesten die Jedle (Tannenberg, 544 m n.m.) und die Hlásnice (558 m n.m.). Durch den Ort führt die Staatsstraße II/483 zwischen Hodslavice und Frenštát pod Radhoštěm. Am südlichen Ortsrand verläuft die Bahnstrecke Kojetín–Český Těšín, von der am Bahnhof die Bahnstrecke Studénka–Veřovice abzweigt. Veřovice liegt am Rande des Naturparks Podbeskydí und des Landschaftsschutzparks Beskydy. 
Nachbarorte sind Ženklava, Bařiny und U Háje im Norden, Lichnov im Nordosten, Bordovice, Papratná und Frenštát pod Radhoštěm im Osten, Pindula und Horní Paseky im Südosten, Dolní Paseky, Rožnov pod Radhoštěm und Zubří im Süden, Zašová und Krhová im Südwesten, Mořkov im Westen sowie Životice u Nového Jičína und Žilina im Nordwesten.

## Geschichte
Das Dorf wurde wahrscheinlich nach 1312 während des Landesausbaus durch die Herren von Krawarn als Waldhufendorf gegründet und nach einem Lokator Werner benannt. Die erste schriftliche Erwähnung des Dorfes erfolgte 1411 unter den Gütern der Burg Stralenberg; als Latzek (I.) von Krawarn auf Helfenstein in jenem Jahr seine Stralenberger Untertanen vom Heimfall befreite, ist Wiernieřowicz unter den zur Burg gehörigen 16 Dörfern aufgeführt. Um 1430 erwarben die Herren von Cimburg die Herrschaft. 1437 verkauften die Testamentsvollstrecker des Ctibor von Cimburg und Křídlo auf Alttitschein dessen gesamte Güter an Wilhelm Puklitz von Posoritz; dabei wird in der Landtafel erstmals eine Pfarre in Wiernieřowicz aufgeführt. Die Raubritter Puklitz von Posoritz veräußerten die Herrschaft später an Heinrich von Boskowicz und Czernahor. 1478 verkauften dessen Söhne Tobias und Benedikt von Boskowicz und Czernahor die Herrschaft Stramberg mit dem Städtchen Stramberg sowie elf Dörfern, darunter Werniřowicze, an Benedikt von Hustopetsch. Benedikts Sohn Latzek von Hustopetsch veräußerte die Herrschaft 1531 an Bernard von Zierotin auf Fulnek, der sie im Jahr darauf seinem Neffen Viktorin vererbte. Nach dem Tod des Viktorin von Zierotin teilten sich dessen beide Söhne im Jahre 1533 das Erbe; Wilhelm erhielt Alttitschein, seinem Bruder Friedrich fiel Neutitschein mit der Burg und dem Städtchen Stramberg sowie Warnsdorf und weiteren zehn Dörfern zu. 1558 kaufte sich die Stadt Neutitschein aus der Untertänigkeit frei und erwarb zudem auch Stramberg und die elf Dörfer. Nachdem die Bewohner mehrheitlich zur Mährischen Brüdergemeinde gehörten, erlosch die katholische Pfarrei; zwischen 1560 und 1624 war das Dorf nach Mořkov eingepfarrt. Nach der Schlacht am Weißen Berg konfiszierte König Ferdinand II. 1621 die Stadt Neutitschein mit ihren Gütern und verlieh die Herrschaft 1624 der Olmützer Jesuitenstiftung. Während der Rekatholisierung durch die Jesuiten zogen viele der Mährischen Brüder als Exulanten in die Oberlausitz. Warnsdorf wurde zunächst nach Neutitschein eingepfarrt, später nach Stramberg. 1668 standen 53 Häuser in Warnsdorf. Zum Ende des 17. Jahrhunderts bestand das Dorf aus einem Vogt, 19 Bauern mit Pferden, 24 Häusler mit einer Kuh, neun Gärtnern, einem Müller und einem Schmied. Nach der Aufhebung des Jesuitenordens wurde die Herrschaft Neutitschein 1781 ohne die Stadt Neutitschein, die 1775 wieder aus der Untertänigkeit befreit worden war, der Theresianischen Ritterakademie in Wien übereignet. Im Jahre 1784 erfolgte der Bau einer neuen Holzkirche. 1786 stiftete der Religionsfonds eine Lokalie. Das erste Schulhaus entstand 1792.
Im Jahre 1835 bestand das im Prerauer Kreis gelegene Dorf Warnsdorf bzw. Weřmiřowice aus 192 Häusern, in denen 1160 Personen, darunter 11 Nichtkatholiken, lebten. Haupterwerbsquelle bildete die Landwirtschaft, insbesondere die Rinderzucht. Unter dem Patronat des Religionsfonds standen die Kirche Mariä Himmelfahrt, die Lokalie und die Schule. An der Titsch wurden drei Mühlen betrieben. Katholischer Pfarrort war Seitendorf; die Protestanten hatten ihr Bethaus in Hotzendorf. Bis zur Mitte des 19. Jahrhunderts blieb Warnsdorf der Herrschaft Neu-Titschein untertänig.
Nach der Aufhebung der Patrimonialherrschaften bildete Věřovice / Warnsdorf ab 1849 eine Gemeinde im Gerichtsbezirk Neutitschein. Die kleine und turmlose Holzkirche wurde 1852 abgebrochen, an ihrer Stelle erfolgte 1854 die Weihe einer steinernen Kirche. Ab 1869 gehörte Věřovice zum Bezirk Neutitschein. Zu dieser Zeit hatte das Dorf 1349 Einwohner und bestand aus 261 Häusern. In den Jahren 1876–1877 wurde das alte Schulhaus durch einen Neubau ersetzt. Der deutsche Ortsname wandelte sich in der zweiten Hälfte des 19. Jahrhunderts in Wernsdorf, als tschechische Namen wurden in dieser Zeit alternativ auch Verniřovice und Vermiřovice verwendet. Im Jahre 1888 nahm die Mährisch-Schlesische Städtebahn den Verkehr auf, am östlichen Ortsausgang entstand ein Haltepunkt. 1895 verlängerte die Lokalbahn Stramberg–Wernsdorf A.G. die Strecke der Stauding-Stramberger Eisenbahn bis nach Wernsdorf, im Jahr darauf fuhren die ersten Züge nach Stramberg. Im Jahre 1900 lebten in Věřovice 1574 Personen; 1910 waren es 1606. Während des Ersten Weltkrieges wurden ab 1914 im Hegerhaus 40 russische Kriegsgefangene untergebracht. Im selben Jahr kamen auch polnische Flüchtlinge aus Przemyśl in das Dorf, sie gingen 1915 in ihre Heimat zurück. Anlässlich des fünften Jahrestages der Proklamation der Ersten Tschechoslowakischen Republik wurde am 28. Oktober 1923 an der Pfarrbrücke eine Freiheitslinde gepflanzt. 1924 erfolgte die Änderung des tschechischen Ortsnamens in Veřovice. Im Jahre 1930 bestand Veřovice aus 341 Häusern und hatte 1650 Einwohner. Nach dem Münchner Abkommen wurde das mährischsprachige Dorf 1938 zunächst dem Deutschen Reich zugeschlagen. Am 10. Oktober wurde der nördliche Teil des Kastasters der Gemeinde Wernsdorf rechtswidrig abgetrennt und zum Reichsgebiet erklärt. Der Bahnverkehr zwischen Stramberg und Wernsdorf wurde am selben Tage unterbrochen. Zum Abschluss der Grenzregulierungen wurde die Gemeinde Wernsdorf am 24. November 1938 offiziell wieder aus dem Landkreis Neu Titschein ausgegliedert und an die Tschechoslowakei zurückgegeben. Da die willkürliche „Abtrennung“ keine Rechtswirkung erlangte, galt als Reichsgrenze weiterhin die offizielle Gemarkungsgrenze zwischen Senftleben und Veřovice. Mit der Ausrufung des Protektorats Böhmen und Mähren wurde Veřovice am 16. März 1939 von deutschen Einheiten besetzt, um nach heftigen Verhandlungen die Gebietsabtretung zwischen beiden Grenzgemeinden zu legalisieren und die strittigen Fluren rechtlich in die Gemeinde Senftleben einzugliedern. Mit der Aufnahme der militärischen Produktion in den Tatra-Werken, Automobil- und Waggonbau in Nesselsdorf wurde der Verkehr auf der Bahnstrecke Nesselsdorf–Wernsdorf am 1. Juni 1941 wieder aufgenommen, damit die mährischen Arbeitskräfte das Werk erreichen konnten. Im April 1945 wurde während der Mährisch Ostrauer Operation durch die Gestapo auf der Städtebahn ein Sonderzug mit Deutschen aus Mährisch Ostrau zur ungestörten Durchfahrt nach Hulín organisiert. Zwischen Veřovice und Mořkov sprengten Partisanen den Zug, dabei starben zwei deutsche Soldaten. Da sich die Veřovicer Eisenbahner weigerten, die Gleise zu reparieren, konnte die Fahrt nicht fortgesetzt werden. Bis 1945 war Veřovice dem neu gebildeten Bezirk Wallachisch Meseritsch zugeordnet und kam nach Kriegsende wieder zum Okres Nový Jičín zurück. 1949 wurde Veřovice dem neu gebildeten Okres Frenštát pod Radhoštěm zugeordnet, der bei der Gebietsreform von 1960 wieder aufgehoben wurde. Im Jahre 1950 hatte Veřovice 1643 Einwohner. 1970 wurde eine neue Grundschule eingeweiht. Seit 1998 führt die Gemeinde ein Wappen und Banner. Beim Zensus von 2001 lebten in den 564 Häusern von Veřovice 1942 Personen.

## Gemeindegliederung
Für die Gemeinde Veřovice sind keine Ortsteile ausgewiesen. Zu Veřovice gehört die Einschicht Padolí.

## Sehenswürdigkeiten
- Kirche Mariä Himmelfahrt, der Neorenaissancebau entstand 1854 anstelle eines hölzernen Vorgängerbaus. Der Turm wurde 1864 angebaut. In die runden Turmfenster wurde 1954 eine Turmuhr eingesetzt. An der Kirche ist ein in Sandstein gemeißelter Wolf angebracht, der ein Kind im Rachen hält. Die Figur befand sich schon an der alten Kirche und geht auf eine Sage zurück, wonach beim Kirchenbau ein Wolf das Kind eines Arbeiters geraubt und verschlungen haben soll.
- Gedenkstein für die Gefallenen des Ersten Weltkrieges, geschaffen vom Bildhauer A. Hambálek aus Frenštát, enthüllt am 28. Oktober 1923 vor der Freiheitslinde
- Gedenkstein für die Opfer der Okkupation